# Старая Сама
Ста́рая Са́ма — посёлок в Свердловской области России, административно подчинённый городу Ивделю. Входит в Ивдельский муниципальный округ.
Ранее посёлок входил в состав Самского сельсовета города Ивделя.

## Географическое положение
Посёлок Старая Сама расположен в 55 километрах (по дорогам в 83 километрах) к югу от города Ивделя, в таёжной местности, на обоих берегах реки Самы (правого притока Сосьвы). В двух километрах к востоку от посёлка проходит ветка Серов — Полуночное Свердловской железной дороги. В соседнем посёлке Денежкино расположена железнодорожная станция Сама.
В трёх километрах к северу от Старой Самы, на левом берегу реки, Сосьвы, расположен геоморфологический и ботанический природный памятник — скалы Самские.

## История посёлка
В 1912—1914 годах Богословским горнозаводским обществом от Надеждинского завода была построена Самская железная дорога.
С 1916 года (с перерывами) работает Самский железный рудник. Работа велась сезонно в летнее время.
В 1935 году введена в эксплуатацию железнодорожная ветка Надеждинск — Сама. К этому времени относится и начало развития промышленности, а именно действие известнякового карьера принадлежащего Ново-Лялинскому целлюлозно-бумажному комбинату. В 1963 году Самский карьер был отработан. Впоследствии на базе комбината образовано горнодобывающее предприятие, добывающее железную руду для Серовского и Тагильского металлургических заводов, а позднее «Марсятского РУ» треста «Уралруда» по добыче известняка.

## Экономика
В сельскохозяйственном отношении — район потребляющий. В 1939—1979 годах действовало подсобное хозяйство, занимавшееся животноводством и растениеводство. В настоящее время основную долю сельхозпродукции производят личные подсобные хозяйства граждан.

## Население
| 2002 | 2010 |
| ---- | ---- |
| 639  | ↘462 |

Структура
По данным Всероссийской переписи населения 2002 года, русские составляли 87 % от общего числа жителей Старой Самы, татары — 7 %, немцы — 4 %. По данным переписи населения 2010 года, в посёлке проживали 217 мужчин и 245 женщин.
В посёлке родился писатель, издатель, общественный деятель В. М. Басыров.